# Lee Se-yeon
Lee Se-yeon (en coreano: 이세연; Unnyul, Corea japonesa; 11 de julio de 1945) es un exfutbolista de Corea del Sur que jugaba en la posición de guardameta, actualmente considerado como uno de los mejores guardametas coreanos del siglo XX.

## Carrera

### Club
| Periodo   | Club                |
| --------- | ------------------- |
| 1967–1970 | Yangzee FC          |
| 1970–1975 | Korea Trust Bank FC |

### Selección nacional
Jugó para Corea del Sur de 1966 a 1973 con la que recibió 55 goles en 81 partidos, ganó la medalla de oro en los Juegos Asiáticos de 1970 y fue finalista en la Copa Asiática 1972.

## Logros

### Club
Yangzee
- Korean National Championship: 1968[4]
- Korean President's Cup: 1968[5]

Korea Trust Bank
- Korean Semi-professional League (primavera): 1971[6]
- Korean Semi-professional League (otoño): 1973[6]
- Korean National Championship runner-up: 1971[7]

### Selección nacional
- Asian Games: 1970[8]

### Individual
- Mejor Equipo Coreano: 1969, 1970, 1971, 1972[9][10][11][12]